# Publi Deci Mus (cònsol 279 aC)
Publi Deci Mus (en llatí: Publius Decius Mus) va ser un magistrat romà. Era fill de Publi Deci Mus, que havia estat cònsol quatre vegades, i net de Publi Deci Mus. Formava part de la gens Dècia, i era de la família dels Mus, d'origen plebeu.
Va ser cònsol l'any 279 aC junt amb Publi Sulpici i va combatre contra Pirros a la batalla d'Asculum. Entre l'exèrcit de Pirros va córrer el rumor que Mus es volia sacrificar heroicament atacant massivament el campament epirota, tal com havien fet el seu pare i el seu avi, que s'havien sacrificat per a aconseguir la victòria. Pirros va enviar un missatge als cònsols romans dient que havia donat ordes de no matar Mus sinó d'agafar-lo viu per després executar-lo com a malfactor.
Ciceró recull una llegenda, amb quasi tota seguretat falsa, que explica que Mus, tal com havien fet el seu pare i el seu avi, es va sacrificar per a aconseguir la victòria. Mus va combatre a la batalla d'Asculum, que segons Jerònim de Càrdia va ser una victòria de Pirros, segons Dionís d'Halicarnàs va ser una batalla equilibrada sense guanyador clar i segons els escriptors romans va ser una victòria de l'exèrcit romà. Aquest darrera versió és sens dubte falsa i realment es pot considerar que la batalla va ser equilibrada amb un lleuger avantatge del rei.
Segons Víctor, més tard va ser enviat contra Volsínia on els esclaus alliberats havien assolit el poder i tractaven amb severitat als seus antics amos. Mus va matar un gran nombre dels antics esclaus i als supervivents els va retornar a la seva condició servil. Aquesta expedició és atribuïda a Quint Fabi Màxim Gurges per Florus i Joan Zonaràs, que la situen a l'any 265 aC. Però el mateix Zonaràs diu que Gurges va morir durant el setge de la ciutat i s'ha conjecturat que potser el comandament va passar llavors a Mus.